# القط ذو الحذاء
القط ذو الحذاء (بالفرنسية: Le Maître Chat, ou Le Chat Botté)‏ (بالإيطالية: Il gatto con gli stivali)‏، هي إحدى الحكايات الخرافية لشارل بيرو، وهي تحكي حياة أبناء طحان بعد موته وتقاسمه الورث، فتقاسموا أشياء مهمة ولم يتركو للأخير إلا القط لكن ابنه الثالث رضي به، في يوم كان وارث القط يلوم نفسه على ما رضي به من ورث فسمعه القط فذهب يصطاد الحيوانات وذهب بها إلى الحاكم وابنته فيقول لهما انها هدية من والي البلاد، فتيقنوا ذلك مرة فقد أمر القط صاحبه أن يسبح في النهر وخبأ ملابسه تحت صخرة، فأتى الملك وابنته يريدان أن يسلما على الفتى فقال لهم القط أن سيده في البركة يسبح وقد سرقوا ملابسه، فأعطوه ملابس فاخرة وجلس في العربة مع الأميرة التي أحبته. ثم ذهب لاحقا إلى قصر يسكنه وحش والذي يمكنه التحول إلى أي مخلوق على وجه الأرض، فتحول الغول إلى أسد فأخاف القط الذي استطاع خداعه بأن يتحول إلى فأر فهجم عليه القط والتهمه، هكذا تمكن الوريث من أخد قصر الوحش فانبهر به الملك وتزوج ابنته وعاش هو والقطه في رخاء.

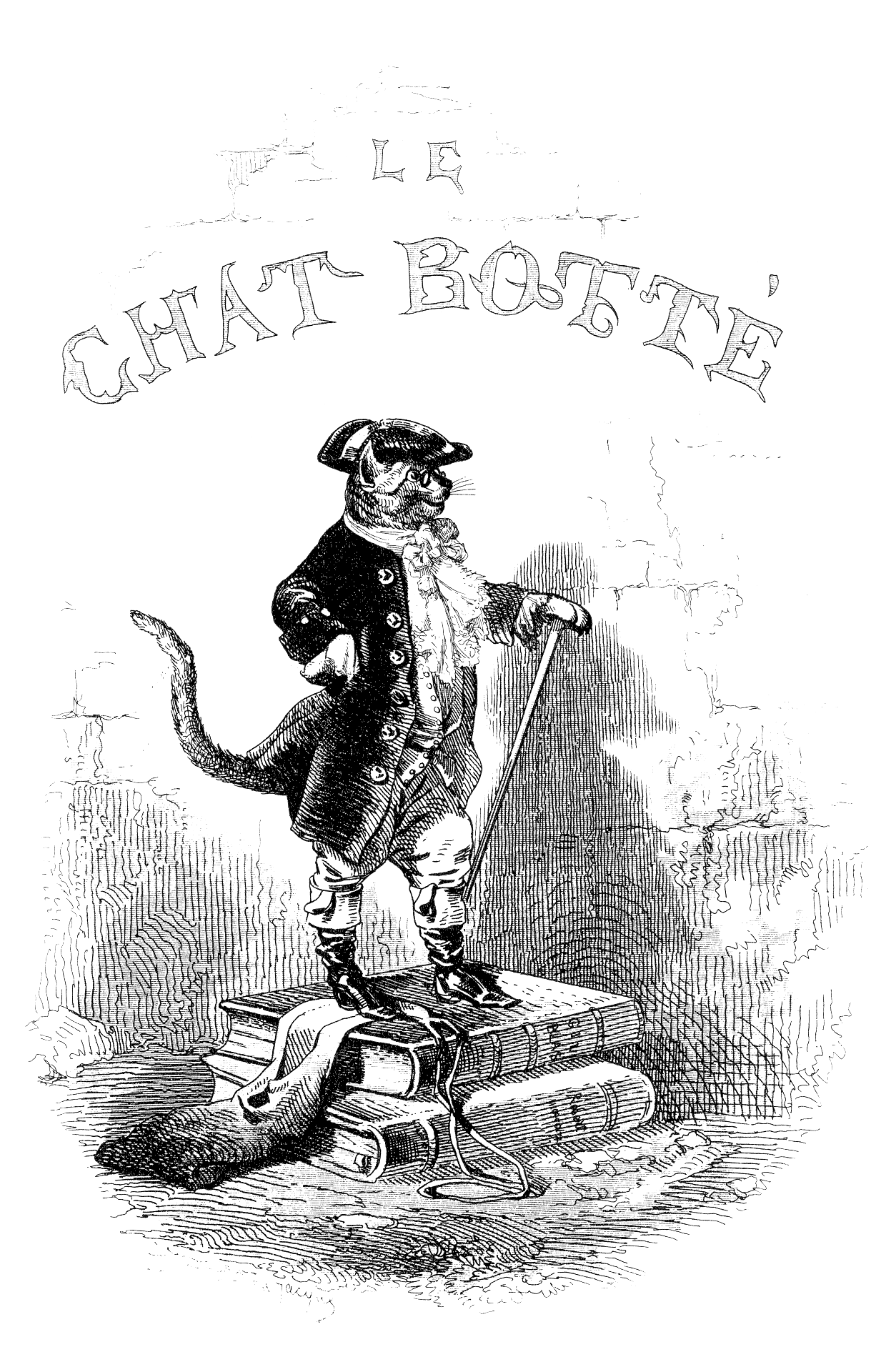
رسمة للقط ذو الحذاء ترجع للعام 1843

## اقتباسات
صورت هذه القصة وتناولتها مختلف وسائل الإعلام على مر القرون. فقد نشر لودفيغ تيك هجاءً مثيراً استناداً للحكاية بعنوان «ذو الجزمة»، وفي عام 1812، أدخل الأخوان غريم القصة في كتاب «الطفولة والأسرة». أما في الباليه، يظهر القط في الفصل الثالث من مسرحية الجمال النائم لبيتر إليتش تشايكوفسكي. في السينما والتلفزيون، أنتج والت ديزني عام 1922 فيلم الهر ذو الجزمة وهو فيلم قصير صامت بالأبيض والأسود أخذ عن القصة.
كما استخدمت القصة في مانغا الكاتب الياباني هاياو ميازاكي عام 1969، وفي منتصف ثمانينيات القرن العشرين، أنتجت القصة في حلقة من حلقات سلسلة «مسرح القصص الخرافية» التلفزيونية من تمثيل بين فيرين وجريجوري هاينز. أصدرت دريم ووركس أنيميشن فيلم كرتوني بعنوان قطط ترتدي أحذية حيث قام أنتونيو بانديراس بالأداء الصوتي وذلك في شهر تشرين الثاني (نوفمبر) 2011. ويشار إلى أن قصة الفيلم لا تتشابه مع القصة الأصلية.